# Das Kaninchen bin ich
Das Kaninchen bin ich ist eine 1964/65 vom DEFA-Studio für Spielfilme, Gruppe „Roter Kreis“, verfilmte Literaturadaption von Regisseur Kurt Maetzig, die auf dem Roman Maria Morzeck oder Das Kaninchen bin ich von Manfred Bieler basiert. Der Schwarzweißfilm war bis 1990 in der DDR verboten, da er sich kritisch mit dem Sozialismus – insbesondere mit der Strafjustiz – auseinandersetzte.

## Handlung
Maria und Dieter Morzeck sind nach dem Krieg elternlos bei ihrer Tante Hete in Ost-Berlin aufgewachsen. Kurz vor dem Bau der Mauer wird Dieter mit Anfang zwanzig für eine nicht genauer erklärte Tat wegen „staatsgefährdender Hetze“ zu einer dreijährigen Haftstrafe verurteilt. Der Richter Paul Deister geht bei der Strafhöhe sogar über den Antrag der Staatsanwaltschaft hinaus. Maria besucht ihren Bruder im Gefängnis und wird wegen der Verwandtschaft für politisch unzuverlässig erklärt. Dadurch wird ihr nach dem Abitur das erträumte Studium der Slawistik verwehrt, sie bekommt lediglich eine Arbeit als Kellnerin.
Einige Zeit später bittet Dieter seine Schwester, ein Gnadengesuch für ihn einzureichen. Im Stadtgericht von Groß-Berlin trifft sie erneut einen Mann, der ihr bereits zuvor in einem Theater-Foyer Komplimente gemacht hat und dies nun fortsetzt. Erst als er sich mit Namen vorstellt, erkennt sie den Richter ihres Bruders wieder. Sie läuft erschreckt davon, doch er folgt ihr und setzt sein Werben fort. Im Verlauf vieler Spaziergänge durch Berlin lernt sie ihn besser kennen und verliebt sich schließlich in den deutlich älteren Mann, obwohl sie ahnt, dass er verheiratet ist. Er umwirbt sie weiter, und über Silvester fahren sie in seine Datsche und schlafen miteinander.
Maria hatte zunächst vor, das deutliche Interesse des Richters an ihr zugunsten ihres Bruders zu nutzen, verwirft dies jedoch, nachdem sie sich in ihn verliebt. Nach einiger Zeit erfährt auch er von der problematischen Konstellation, schimpft über die schwierige Lage, in die er gebracht wurde, setzt aber die Beziehung fort.
Im Frühjahr wird Maria für längere Zeit wegen Spondylose krankgeschrieben. Zur Erholung zieht sie über den Sommer in Pauls Datsche ein, die in einem Dorf in der Nähe der Küste liegt. Dort führt sie mit Paul eine Wochenendbeziehung, die zunächst ausgelassen und fröhlich ist. Unter der Woche nimmt sie am Leben des Dorfes teil, kellnert in der Wirtschaft und schließt einige Freundschaften.
Ein Vorfall wühlt das Dorfleben auf: Ein Ertrunkener wird gesucht und geborgen. Der Fischer Grambow bekundet auf einem Dorffest in betrunkenem Zustand lautstark seine Befriedigung, dass es einen Unteroffizier der Volksmarine erwischt habe. Ein anderer Dorfbewohner ist empört und verprügelt ihn. Paul Deister geht dazwischen und trennt die Streitenden. Im Anschluss kommt der Bürgermeister zu Paul mit dem Ziel, die Beleidigung des staatlichen Organs durch Grambow gemeinsam nach oben zu verschweigen und stattdessen im Dorf zu regeln. Er verurteilt die Tat, wirbt aber auch um Verständnis für den Menschen. Der Richter, der sich bis dahin volksnah gab, reagiert empört und fordert eine Bestrafung mit aller Schärfe. Maria hört dies mit an und ist sich sicher, dass Grambow wie ihr Bruder für Jahre im Gefängnis landen wird.
Der Bürgermeister indessen gibt nicht auf und beruft eine Gerichtsverhandlung im Dorf ein. In einer zentralen Szene des Films wird der Fall im Dorfgasthof vor der gesamten Dorfgemeinschaft verhandelt. Während vor Beginn der Dorf-Verhandlung auffällig viele Stühle aufgestellt werden, läuft parallel eine akustische Rückblende mit dem Ton der Berliner Gerichtsverhandlung über Dieter Morzeck, bei der gleich als erstes die Öffentlichkeit ausgesperrt wurde. Von der Dorfgemeinschaft wird Verständnis für den Missetäter geäußert, dessen Fischgründe durch ein Marinemanöver gelitten hatten, aber auch für die Kameraden des beschimpften Toten. Maria versucht die Verhandlung durch eine offenkundige Falschaussage zugunsten Grambows zu beeinflussen, die ihr allerdings nicht geglaubt wird. Sie läuft verzweifelt davon, um später zu ihrer Überraschung zu erfahren, dass der Fischer nur zu drei Monaten auf Bewährung verurteilt wurde, aber durch zusätzliche 100 Sozialstunden im Dorf konkrete Buße tun soll.
Die Musterverhandlung in der menschlichen Dorfgemeinschaft führt bei Maria zu einem neuen Denken über Dieters Prozess in Berlin. Sie stellt Paul in mehreren Diskussionen zur Rede. Dieser gesteht ein, dass er gezielt eine höhere Strafe verhängt hatte, um „besser zu sein als der Staatsanwalt“ und in der Justiz gut dazustehen. Maria wendet sich von Paul ab. Kurz danach unternimmt dieser einen demonstrativen Selbstmordversuch. In einem letzten Versuch, Marias Zuneigung nicht zu verlieren, will er selbst ein Gnadengesuch für Dieter einreichen, dabei sein früheres Urteil als Fehler bezeichnen und seine Entlassung aus der richterlichen Funktion beantragen. Maria sieht darin nur einen erneuten Schachzug, sich selbst zu profilieren, diesmal in der anderen Richtung, und verweigert sich der Kooperation.
Zum Ende des Films wird Dieter aus der Haft entlassen und kehrt zunächst glücklich zu Tante und Schwester zurück. Als er von Marias Beziehung zu seinem Richter erfährt, verprügelt er sie. Maria erkennt, dass sie kompromisslos für ihre eigenen Entscheidungen einstehen muss. Sie bewirbt sich aufs Neue für ihr Wunschstudium und wird angenommen. Sie sucht sich eine eigene Wohnung und zieht mit ihrem Besitz in einem Leiterwagen über die Berliner Straßen einer eigenständigen Zukunft entgegen.

### Titel
Im Film vergleicht sich die Hauptdarstellerin dreimal mit einem Kaninchen. Das erste Mal in den ersten Sekunden des Films, wenn der Filmtitel und die Hauptdarstellerin zu sehen sind:
Das Kaninchen bin ich, die da.
Das zweite Mal, als sie von der Ehefrau ihres Liebhabers konfrontiert wird:
Wir stehen da wie die Schlange und das Kaninchen. Das Kaninchen bin ich.
Das dritte Mal zum Ende des Films, nachdem sie von ihrem Bruder verprügelt wurde:
Ich steh wieder auf. Ich lass mir nicht das Fell über die Ohren ziehen. Ich bin nicht mehr das Kaninchen. Ich bin ’n alter Hase.

## Entstehung und Zensur
Nachdem im Sommer 1961 die Berliner Mauer errichtet worden war, kam es infolge des VI. Parteitags der SED im Januar 1963 zu einer kurzen Phase der Liberalisierung; die Entwicklung einer kritischen Auseinandersetzung wurde zunächst von der Partei gefördert. Der generelle Optimismus in der Filmproduktion beweist, dass die neue Generation sich bereit fühlte, ihre Rolle in der Gesellschaft zu übernehmen. Es entstanden zahlreiche Werke, u. a. Denk bloß nicht, ich heule, Berlin um die Ecke, Karla oder auch Spur der Steine. Im Nachgang des XI. Plenums des ZK der SED 1965 wurden jedoch zwölf Filme der DEFA verboten, was fast der gesamten Jahresproduktion entsprach. In der Folge wurden alle verbotenen Filme dieser Epoche als Kellerfilme oder Kaninchenfilme bezeichnet. Unter den betroffenen Werken war auch Das Kaninchen bin ich, das daher erst 1990 gezeigt wurde.

## Zeitgenössische Kommentare
Kurt Maetzig, der Regisseur des Films, beschreibt die damaligen Umstände wie folgt:

„Das Verbot des Films hing auch nicht mit dem Film selbst zusammen, sondern mit dem Umschwung des allgemeinen Klimas. […] Das war eine Zeit, wo sich ein Klima gebildet hatte, das nach Veränderung schrie. […] Dann kam der unsägliche Breschnew, und der machte einen geheim gehaltenen, inoffiziellen Besuch bei der Staatsführung der DDR – man weiß nicht, was dabei besprochen wurde, aber ich kann mir gut vorstellen, dass er gesagt hat: ‚Rückwärts, rückwärts, das geht so nicht. Diese ganzen Tendenzen, die sich hier bei euch ausbreiten von der Ökonomie bis hin zur Kunst, das alles zurück.‘“

 An anderer Stelle sagt er:

„Ich war unbeschreiblich enttäuscht, dass ich nicht durchkam mit diesem Film, dessen Premiere schon vorbereitet war, der gelungen war und der für eine Sache stand, die mir so sehr am Herzen lag, nämlich eine Demokratisierung unseres ganzen Lebens, ein Schritt hin zu einem demokratischen Sozialismus. Das war der Kerninhalt. Und das als unmöglich zu erleben, war die größte Enttäuschung überhaupt für mich. […] Es betrifft alle meine Filme nach dem 11. Plenum, nach dem Kaninchen. Danach habe ich noch irgendwie mit den Flügeln geschlagen und noch dies und jenes zuwege gebracht, aber das war nichts Vernünftiges. […] Man hat mir wohl das Rückgrat gebrochen und ich wusste dann auch, das[s] ich aufhören muss.“

Brigitte Reimann schrieb am 12. Dezember 1965:

„Etwas, was mich besonders getroffen hat: ‚Das Kaninchen‘ ist von den Produzenten zurückgezogen worden, freiwillig, versteht sich, und aus Einsicht. Armer Maetzig. […] Höpcke und Knietzsch vom ND [Neues Deutschland], die damals so begeistert waren vom ‚Kaninchen‘, werden ihr Urteil natürlich vergessen haben.“

Kurt Maetzig versuchte sich im Neuen Deutschland vom 5. Januar 1966 öffentlich zu rechtfertigen: Der Künstler steht nicht außerhalb des Kampfes, Aus dem Diskussionsbeitrag des Genossen Kurt Maetzig vor der Abteilungsparteiorganisation 1 des DEFA-Studios für Spielfilme:

„Ich muss also sorgfältig bei mir überprüfen, was eigentlich zu der vernichtenden Kritik auf dem 11. Plenum an diesem Film geführt hat. [Ich meinte,] wir müssten die Kunst des sozialistischen Realismus massenwirksamer machen, und fragte mich: Was fehlt denn unseren Filmen, um dieses Ziel zu erreichen? […] Es war nicht sehr fern liegend, auf die Antwort zu verfallen, dass der kritische Aspekt unserer Filme zu gering sei. […] Aber gerade in dem kritischen Aspekt, der mir der Stein der Weisen zu sein schien, um näher an das Publikum heranzukommen, lag ein Hauptpunkt des politischen Irrtums. […] heute drücke sich seine Parteilichkeit insbesondere in seiner Unversöhnlichkeit gegenüber allen Mängeln, Schwächen und Fehlern aus, die den Aufbau des Sozialismus hemmen. Diese Ansicht, Mängel und Schwächen in den Vordergrund zu stellen und hieran die Parteilichkeit des Künstlers zu orientieren, zeigt sich bei näherem Hinsehen als Unsinn. Die Parteilichkeit des Künstlers erweist sich in der Kraft, Leidenschaft und Meisterschaft, mit welcher er mit seiner Kunst am Klassenkampf teilnimmt. Die Abwendung von diesem Prinzip in der Filmkunst führt zu einem unerlaubten Nachgeben längst innegehabter sozialistischer Positionen. Deshalb ist das ‚Kaninchen‘ ein schädlicher Film geworden. […]“

## Kritiken
„Wenn das damals so öffentlich gesagt und gezeigt worden wäre, dann hätte sich das feudalistische System so nicht fortbilden können, denn die Fragen nach Recht und Gerechtigkeit, der Typus des Scharfmachers und ‚Wendehalses‘, die Mischung aus Duckmäusertum und verstecktem Aufbegehren in der Bevölkerung: das wird da unmissverständlich, radikal und treffsicher an- und ausgesprochen.“

„Auseinandersetzung mit Politik und Gesellschaft der DDR über den zeitlichen Kontext hinaus. Der Film überzeugt durch ausgezeichnete Darsteller und präzise Dialoge, durch treffenden Humor und klarsichtige Gesellschaftskritik.“